# Josep Masgoret i Marcó
Josep Masgoret i Marcó (Miramar, Alt Camp, 1820, ? - 1883) fou un dels principals cabdills carlins a Catalunya en la Segona Guerra Carlina.
Malgrat que era un dels propietaris més acabalats del Camp de Tarragona, va decidir abandonar hisendes i família i, amb diners propis i uns quants de rebuts de la Junta de Barcelona, reuní el 1838 una partida de quasi mil homes. Fou nomenat comandant del corregiment de Tarragona juntament amb en Maties de Vall i el Llarg de Copons. Intervingué a la guerra dels Set Anys, en la qual obtingué fama de persona «fina, generosa i il·lustrada». En acabar la contesa, era general de brigada.
Patí l'exili, però retornà per lluitar a la Guerra dels Matiners l'1 d'abril de 1848, com a comandant general de les forces carlines de Catalunya, amb caràcter interí, a l'espera de Cabrera, integrant-se en el seu quarter general, en qualitat de segon cap.
Participà en la restauració de la Generalitat de Catalunya —la Diputació de Catalunya—, primera institució d'autogovern des del 1714 per a solucionar els problemes administratius, econòmics, civils i militars, i se li reconegué la seva tasca de planificador. A principi de 1849 veient la impossibilitat de guanyar la guerra, s'exilià a França.